# Parrelloididae
Parrelloididae es una familia de foraminíferos bentónicos de la superfamilia Discorbinelloidea, del suborden Rotaliina y del orden Rotaliida. Su rango cronoestratigráfico abarca desde el Paleoceno hasta la Actualidad.

## Clasificación
Parrelloididae incluye a las siguientes subfamilias y géneros:
- Cibicidoides
- Parrelloides
- Woodella

Otro género considerado en Parrelloididae es:
- Dendrina, aceptado como Cibicidoides